# Črna mlaka
Črna mlaka je potok, ki teče po Ljubljanskem barju. V zgornjem toku nosi ime Podlipščica, ki se ji pridružita še dva večja stalna pritoka, Hleviški hraben in Smrečji graben. Črna mlaka se v bližini Sinje Gorice kot levi pritok izliva v Ljubljanico.